# اچ‌ام‌اس سوپرب (۱۷۶۰)
اچ‌ام‌اس سوپرب (۱۷۶۰) (به انگلیسی: HMS Superb (1760)) یک کشتی بود که طول آن ۱۶۸ فوت (۵۱ متر) بود. این کشتی در سال ۱۷۶۰ ساخته شد.